# Abbaye de Prüfening
L'abbaye de Prüfening est une abbaye située à Ratisbonne en Allemagne.